# Live El Paso
Live El Paso è un album dal vivo dei Nerorgasmo nel 1993 da El Paso Occupato.

## Descrizione
Il disco è stato registrato al centro sociale El Paso Occupato nel 1993.

## Tracce
1. Io sono la tua fine
2. Banchetto di lusso
3. Spirale
4. Bodies
5. Giorno
6. Questo è quello che tu vuoi
7. Penetration
8. Freccia
9. Creatori falliti
10. New York
11. Nello specchio
12. Scarafaggio (Fuochi opposti)
13. Nerorgasmo
14. Distruttore
15. Passione nera
16. Tutto uguale
17. Search and Destroy
18. Mai capirai
19. Perdendo un amico
20. Banchetto di lusso
21. Spirale